# 邵翔
邵翔（1982年4月7日—），本名李紹祥，台灣男演員，2009年以電視劇終極三國成名，並與班傑、胡宇威、博焱、宏正共組團體武虎將。畢業於東南科技大學電機學系，妻子為藝人王承嫣（小蠻）。2019年2月和妻子小蠻自立門戶成立個人工作室「相親相愛工作室」，2020年因三立華劇《廢財闖天關》飾演超級大反派「張震宇」而獲得知名度。

## 電視劇
| 年度 | 頻道                            | 劇名                   | 飾演          |
| 2002 | 東風衛視                        | 半成年主張之搞個自由式 | 弟弟          |
| 2004 | 台視                            | 求婚事務所             | 黃小俊        |
| 2005 | 中視、八大綜合台                | 惡作劇之吻             | 張武仁        |
| 2006 | 緯來綜合台                      | Q狼特勤組              | 馬昶          |
| 2008 | 公視                            | 我在墾丁天氣晴         | 林佐旭        |
| 2009 | 民視、八大綜合台                | 終極三國               | 馬超          |
| 2010 | 優酷網                          | 清蜜星體驗             | 小緯          |
| 2011 | 台視、八大綜合台                | 陽光天使               | 英善          |
| 2011 | 民視、八大綜合台                | 旋風管家               | 鞠宣          |
| 2011 | 壹電視                          | 幸福蒲公英             | 萬華          |
| 2012 | 八大綜合台                      | 愛情闖進門             | 顧晴風        |
| 2013 | 台視                            | 結婚好嗎？             | 李皓澤        |
| 2013 | 三立都會台、東森綜合台          | 有愛一家人             | 張翰文        |
| 2014 | 台視、年代MUCH台                | 神仙老師狗             | 童吉範        |
| 2014 | 三立都會台、東森綜合台          | 喜歡·一個人            | 紀永謙        |
| 2015 | 台視、三立都會台                | 聽見幸福               | 李柏諺        |
| 2015 | 台視、三立都會台                | 愛上哥們               | 楚哲瑞        |
| 2016 | 三立都會台、東森綜合台          | 大人情歌               | 高定亞        |
| 2016 | 台視、三立都會台                | 浮士德的微笑           | 鍾謙仁        |
| 2016 | 中國大陸                        | 好想聽你說愛我         | 石小龍        |
| 2017 | 三立都會台、東森綜合台          | 只為你停留             | 王瀚          |
| 2018 | 台視、三立都會台                | 三明治女孩的逆襲       | 顧照軒        |
| 2019 | 台視、三立都會台                | 你有念大學嗎？         | 蔡小剛        |
| 2019 | 台視、三立都會台                | 一千個晚安             | 許鳴亮        |
| 2020 | 緯來電影台                      | 男盜女很賊             |               |
| 2020 | 華視、三立都會台                | 廢財闖天關             | 張震宇/張士豪 |
| 2021 | 華視、三立都會台                | 廢財闖天關2            | 張震宇        |
| 2024 | Hami Video、MyVideo、friDay影音 | 妮波自由式             | 馬克          |

## 電影
| 年度 | 劇名         | 飾演           |
| 2007 | 神鬼高校     | 麥塊基（麥基） |
| 2009 | 黑潮         | 阿虎           |
| 2015 | 我的少女時代 | 前男友         |
| 2019 | 阿虎         | 阿虎           |

## 舞台劇
| 年度 | 演出劇團 | 劇名           | 飾演 |
| 2021 | 故事工廠 | 我們與惡的距離 | 凱子 |

## 音乐录影带(MV)
| 年度 | MV                                          |
| 2009 | 對手－強辯之【終極三國】三團鼎立SUPER大鬥陣 |

## 出版作品

### 寫真書
- 《我愛武虎將》，2009年9月11日台灣角川發行。是武虎將首本官方自傳寫真書。